# Peter Miehling
Peter Miehling (* 14. April 1917 in Haunstetten, heute Kinding; † 1. Juni 1955 in Kinding) war ein deutscher Politiker der WAV.

## Leben und Beruf
Miehling besuchte die Volks- und Fortbildungsschule. Danach war er bis 1934 auf dem Anwesen seiner Eltern und bis 1937 auf zwei weiteren landwirtschaftlichen Betrieben tätig. Anschließend leistete er seinen Arbeits- und Militärdienst ab und geriet in Kriegsgefangenschaft. Nach seiner Entlassung arbeitete er als Schweißer bei der Firma Beikler in Ingolstadt. Zuletzt war er öffentlicher Kläger der Spruchkammer Eichstätt.

## Politik
Bei der Landtagswahl 1946 wurde Miehling für die WAV in den Bayerischen Landtag gewählt. 1949 verließ er jedoch den WAV und schloss sich zunächst der Freien Parlamentarischen Vereinigung, später der Deutsche Partei für Freiheit und Recht an. Zuletzt war er Mitglied der Freien Fraktionsgemeinschaft. Nach der Wahl 1950 schied er aus dem Landtag aus.